# Tobago United
Il Tobago United è una società calcistica trinidadiana.

## Rosa 2008-2009
| N. |                              | Ruolo | Calciatore         |
| -- | ---------------------------- | ----- | ------------------ |
|    | Trinidad e Tobago (bandiera) | P     | Goeffrey Delpesche |
| 22 | Guyana (bandiera)            | P     | Richard Reynolds   |
| 1  | Guyana (bandiera)            | P     | Sean Johnson       |
| 17 | Antigua e Barbuda (bandiera) | D     | George Dublin      |
| 6  | Trinidad e Tobago (bandiera) | D     | Javin Crawford     |
| 15 | Trinidad e Tobago (bandiera) | D     | Jamal Jack         |
| 21 | Trinidad e Tobago (bandiera) | D     | Kevin Adams        |
| 23 | Trinidad e Tobago (bandiera) | D     | Dean Thomas        |
| 30 | Trinidad e Tobago (bandiera) | D     | Keon Samuel        |
| 8  | Suriname (bandiera)          | D     | Lorenzo Wiebers    |
|    | Trinidad e Tobago (bandiera) | D     | Makesi Jackson     |
| 3  | Guyana (bandiera)            | D     | Selwyn Isacs       |
| 18 | Guyana (bandiera)            | D     | Tichard Joseph     |
| 10 | Guyana (bandiera)            | C     | Carey Harris       |

| N. |                              | Ruolo | Calciatore       |  |
| -- | ---------------------------- | ----- | ---------------- |  |
|    | Trinidad e Tobago (bandiera) | C     | Gerron McKinght  |  |
| 45 | Trinidad e Tobago (bandiera) | C     | Garvin McKenna   |  |
| 9  | Trinidad e Tobago (bandiera) | C     | Kerron Phillips  |  |
| 16 | Guyana (bandiera)            | C     | Kayode McKinnon  |  |
| 12 | Trinidad e Tobago (bandiera) | C     | Joel Alleyne     |  |
| 7  | Trinidad e Tobago (bandiera) | C     | Marvin Phillips  |  |
| 14 | Guyana (bandiera)            | C     | Pierre Joseph    |  |
| 20 | Trinidad e Tobago (bandiera) | C     | Quasie Johnson   |  |
| 13 | Stati Uniti (bandiera)       | C     | Steven Loverso   |  |
| 4  | Trinidad e Tobago (bandiera) | C     | Warren Phillips  |  |
| 11 | Guyana (bandiera)            | A     | Collie Hercules  |  |
| 19 | Trinidad e Tobago (bandiera) | A     | Garth Woodley    |  |
| 17 | Trinidad e Tobago (bandiera) | A     | Handell Manswell |  |
|    | Trinidad e Tobago (bandiera) | A     | Kayode Legall    |  |